# خالد اليشرطي
خالد اليشرطي (1937 في عكا، فلسطين الانتدابية - 1970 في بيروت، لبنان)؛ ناشط سياسي فلسطيني وعضو بارز في منظمة التحرير الفلسطينية.

## الجناح اليميني في حركة فتح
بعيدا عن جبهة التحرير العربية المرتبطة بحزب البعث العراقي كان هناك بعض كبار أعضاء حركة فتح أنفسهم الذين تأثروا بشكل كبير بالعقيدة العربية غير الماركسية في البعث.
رفض هؤلاء الناس الاتحاد السوفيتي والدول العربية القريبة منه (البعث المؤيد لسوريا والجزائر وليبيا وجنوب اليمن). استاءوا من تقارب ياسر عرفات مع موسكو والانحراف التدريجي لمنظمة التحرير الفلسطينية تجاه خطاب العالم الثالث اليساري.
كان ينظر إليهم على أنهم المحافظون اليمينيون لحركة فتح. كان العديد منهم أعضاء في الطبقة الأرستقراطية الجليلية / الفلسطينية الشمالية (مثل والد خالد اليشرطي الذي كان شيخا وارث للأخوة الصوفية الشاذلية في فلسطين قبل عام 1947). درس معظمهم في الولايات المتحدة أو في الجامعة الأميركية في بيروت في أواخر الخمسينات.

## المشاركة في منظمة التحرير الفلسطينية
أصبح خالد اليشرطي تدريجيا زعيمه في منتصف الستينات وأصبح عضوا في قيادة منظمة التحرير الفلسطينية في عام 1968 أي قبل عامين من طرد قادة حركة فتح إلى لبنان من الأردن. كان فصيل اليشرطي يحظى بدعم حكومة صدام حسين البعثية في بغداد وكان عموما مواتيا لمشاركة الولايات المتحدة في الشرق الأوسط كوزن مواز للتأثير المتنامي للاتحاد السوفيتي وإسرائيل. كما ترأس الصندوق القومي الفلسطيني عام 1969م.

## الحياة الخاصة
تزوج من ندى أبو غنيمة كريمة الدكتور صبحي أبو غنيمة أحد زعماء المعارضة الأردنية في دمشق. أغتيلت ندى سنة 1973 بعد اجتماعات في القصر الجمهوري مع الرئيس سليمان فرنجية، حيث كانت تفاوض باسم المقاومة الفلسطينية لتطويق إشتباك مع الجيش اللبناني في ذلك الحين.

## وفاته
بالتوازي مع أنشطته السياسية عمل خالد كمهندس مدني ورجل أعمال عقاري في لبنان. توفي في عام 1970 في حادث حيث سقطت رافعة ضخمة عليه أثناء تفتيشه لأعمال البناء في وسط بيروت. قال بعض الصحفيين الفلسطينيين واللبنانيين إن هذا ليس حادثا بل حادثة قتل.

## وصلات خارجية
- معركة أخرى في بيروت (مجلة تايم، 14 مايو 1973)
- الزاوية الشاذلية
- الفدائيون الفلسطينيون (تقرير وكالة المخابرات المركزية السري، 1971)